# Unión de Santa Fe
Club Atlético Unión, mer känd som Unión de Santa Fe eller endast Unión, är en idrottsförening från Santa Fe i Argentina. Klubben grundades 15 april 1907 och spelar i den argentinska Primera División.
Även om Unión är mest känd för sitt fotbollslag bedriver även klubben verksamhet i sporter som bågskytte, basket, landhockey, gymnastik, kampsport, rullskridskor, simning och volleyboll.
Unións supportrar kallas för "unionistas" och "tatengues", medan truppen går under smeknamnet "El Tate". Klubbens färger består av röda och vita vertikala ränder.

## Historia
Den 15 april 1907 möttes en grupp vänner och bekanta som hade beslutat att flytta bort från Santa Fe Footbal Club med målet var att skapa en ny institution från banden av deras vänskap och kamratskap. Klubben gick inledningsvis under namnet "Club United", som senare blev "Unión de Santa Fe". Färgerna - röda och vita vertikala ränder - valdes som en hyllning till Alumni Athletic Clubs överlägsenhet i argentinsk amatörfotboll.